# 31179 Gongju
31179 Gongju è un asteroide della fascia principale. Scoperto nel 1997, presenta un'orbita caratterizzata da un semiasse maggiore pari a 2,4443356 UA e da un'eccentricità di 0,1899632, inclinata di 3,45446° rispetto all'eclittica.